# Organisatie van de Oud-Katholieke Kerk van Nederland
De Oud-Katholieke Kerk van Nederland is als volgt georganiseerd:
Er zijn twee bisdommen: het aartsbisdom Utrecht en het bisdom Haarlem. Voorts bestaat het bisdom Deventer als een titulair bisdom. De parochies van de kerk zijn gegroepeerd in een zestal regio's. Binnen een regio werken pastores en parochies samen op een aantal gebieden. De meeste parochies zijn te vinden in Noord- en Zuid-Holland en Utrecht. Buiten deze gebieden zijn er een aantal kleine groepen oudkatholieken die in de toekomst zouden kunnen uitgroeien tot parochies. Deze groepen worden kerngroepen of staties genoemd.

## Indeling
Hieronder volgt een lijst van bisdommen, regio's, parochies, staties en klooster.

### Aartsbisdom Utrecht
Regio Amersfoort-Groningen-Almere-Twente-Hilversum-Arnhem (Agatha)
- Amersfoort: Parochie H. Georgius
- Arnhem: Parochie H. Willibrordus
- Nijmegen: kerngroep St. Stephanus (afhankelijk van Arnhem)
- Twente en Ommelanden: Statie H. Lebuinus
- Hilversum: Parochie H. Vitus
- Groningen/Leeuwarden: Parochie H. Martinus

Regio Utrecht
- Utrecht: Kathedrale Parochie H.H. Maria, Jakobus en Gertrudis, "In de Driehoek"
- Culemborg: Parochie H.H. Barbara en Antonius
- Gouda: Parochie H. Johannes de Doper
- Oudewater: Parochie H.H. Michael en Johannes de Doper
- Schoonhoven: H. Bartholomeus

Regio Zuid-Holland
- 's-Gravenhage: Parochie H.H. Jakobus en Augustinus
- Delft: Parochie H.H. Maria en Ursula
- Leiden: Parochie H.H. Fredericus en Odulfus
- Rotterdam: Parochie H.H. Petrus en Paulus, Paradijskerk
- Schiedam: Parochie H.H. Johannes de Doper, Maria Magdalena en Laurentius, 't Huis te Poort

Regio Zuid-Nederland
- Dordrecht: Parochie H. Maria Maior
- Eindhoven: Parochie H. Maria Magdalena (Pauluskerk)
- Maastricht: Steungroep behorende bij parochie Eindhoven
- Middelburg: Statie Zeeland
- Temse in België - Monasterium - Broeders en zusters van de Goede Herder

### Bisdom Haarlem
Regio Noord-Holland-Zuid
- Amsterdam: Parochie H.H. Petrus en Paulus & H.H. Johannes en Willibrordus
- Aalsmeer: kerngroep H.H. Petrus en Paulus (afhankelijk van Amsterdam)
- Krommenie: Parochie H. Nicolaus en Maria Magdalena
- Haarlem: Kathedrale Parochie H.H. Anna en Maria
- IJmuiden: Parochie H. Engelmundus en Adelbertus
- Mijdrecht: Statie H. Elia

Regio Noord-Holland-Noord
- Alkmaar: Parochie H. Laurentius
- Egmond: Parochie H. Agnes
- Enkhuizen: Parochie H.H. Gummarus en Pancratius
- Den Helder: Parochie H. Nicolaas

### Bisdom Deventer
Het bisdom Deventer is een titulair bisdom. Van 1758 tot 1982 heeft de Oud-Katholieke Kerk een bisschop met Deventer als zetel gehad, die gewoonlijk zijn ambt als pastoor elders in de Nederlanden uitoefende.